# Нюборг (муніципалітет)
Нюборг (дан. Nyborg) — муніципалітет у регіоні Південна Данія королівства Данія. Площа — 276.7 квадратних кілометрів. Адміністративний центр муніципалітету — місто Нюборг.

## Населення
У 2012 році населення муніципалітету становило 31 486 осіб.